# Dagblad Kennemerland
Dagblad Kennemerland is een Nederlandse regionale ochtendkrant voor IJmuiden, Beverwijk, Velsen-Noord, Heemskerk, Uitgeest en Castricum, uitgegeven door HDC Media, sinds 2016 Mediahuis Nederland. De krant is onderdeel van het Noordhollands Dagblad met een gezamenlijke oplage van 98.000 exemplaren.
De redactie is sinds februari 2023 gevestigd aan de Zeestraat in Beverwijk. De krant is ook gevestigd geweest aan de Breestraat 77 in Beverwijk.
Dagblad Kennemerland is voor het eerst verschenen als Nieuws- en Advertentieblad Kennemerland op 4 oktober 1873. Een van de oprichters was predikant Ferdinand Domela Nieuwenhuis die van 1871 tot 1875 in de Lutherse kerk in Beverwijk heeft gestaan.
Op 4 oktober 2023 vierde de krant haar 150-jarig bestaan met een speciale jubileumeditie.
Dagblad Kennemerland verschijnt dagelijks met meerdere katernen:
- IJmond (met regionaal nieuws, verschijnt elke dag)
- Sport (sportnieuws, verschijnt elke dag)
- SpOrt (tabloidkrantje met sportnieuws, verschijnt elke maandag)
- VRIJ (een vrijdagse bijlage)
- Weekend (een zaterdagse bijlage)
- UIT (kleine tabloidbijlage die elke woensdag de uittips voor de komende week geeft)

## Trivia
- Dagblad Kennemerland en de IJmuider Courant organiseren sinds 2000 de verkiezing van IJmonder van het jaar.[5]
- Pieter Storms is ooit begonnen als journalist bij Dagblad Kennemerland.[6]
- Journalist Bart Vuijk van Dagblad Kennemerland won de prestigieuze prijs De Tegel in 2021 met een serie artikelen over Tata Steel.[7]
- Kees Blokker was ruim dertig jaar fotojournalist bij Dagblad Kennemerland.
- De Beverwijkse kunstenaar Jan van der Schoor (1941 -2008) was dertig jaar lang een leverancier van spotprenten aan Dagblad Kennemerland.[8]
- Dagblad Kennemerland was genaamd Beverwijkse Courant, dagblad voor Beverwijk, Heemskerk en Velsen en werd uitgegeven door het grafische bedrijf Damiate Pers in Haarlem. De edities van 1966 - 1992 zijn bewaard gebleven in het Noord-Hollands Archief in Haarlem. (bron: Noord-Hollands Archief) De dichter Pieter Willem Peereboom was mede-eigenaar van Damiate Pers: de uitgever van IJmuider Courant, Haarlems Dagblad en Beverwijkse Courant.[9] In december 1991 gingen Damiate en de Verenigde Noodhollandse Dagbladen samen verder onder de naam Hollandse Dagblad Combinatie (HDC).[10]